# Bubur kacang hijau
Bubur kacang hijau est un dessert sucré indonésien et malaisien qui consiste en une bouillie de haricots mungo avec du lait de coco, du sucre de palme ou du sucre de canne. Les haricots sont d'abord bouillis, et on rajoute ensuite le sucre et le lait de coco,.
On peut nommer le plat simplement kacang hijau, qui signifie « haricot vert » ; bubur signifie « bouillie ». Le nom peut varier en fonction des régions, comme kacang ijo en javanais. Habituellement servi en dessert, on peut retrouver ce plat au petit déjeuner ou lors de souper tardif.

## Variantes
Dans de nombreux endroits en Indonésie, le bubur kacang hijau est servi avec du ketan hitam (riz gluant noir) et accompagné de pain.
Parfois, on trouve également un mélange de bubur kacang hijau et de durian.
Ce plat est principalement servi chaud, mais il est possible de le voir servi froid, avec les mêmes ingrédients. On appelle cette variante es kacang hijau, en Indonésie, ou ais kacang hijau, en Malaisie. Es ou ais signifie « glace ».

## Galerie

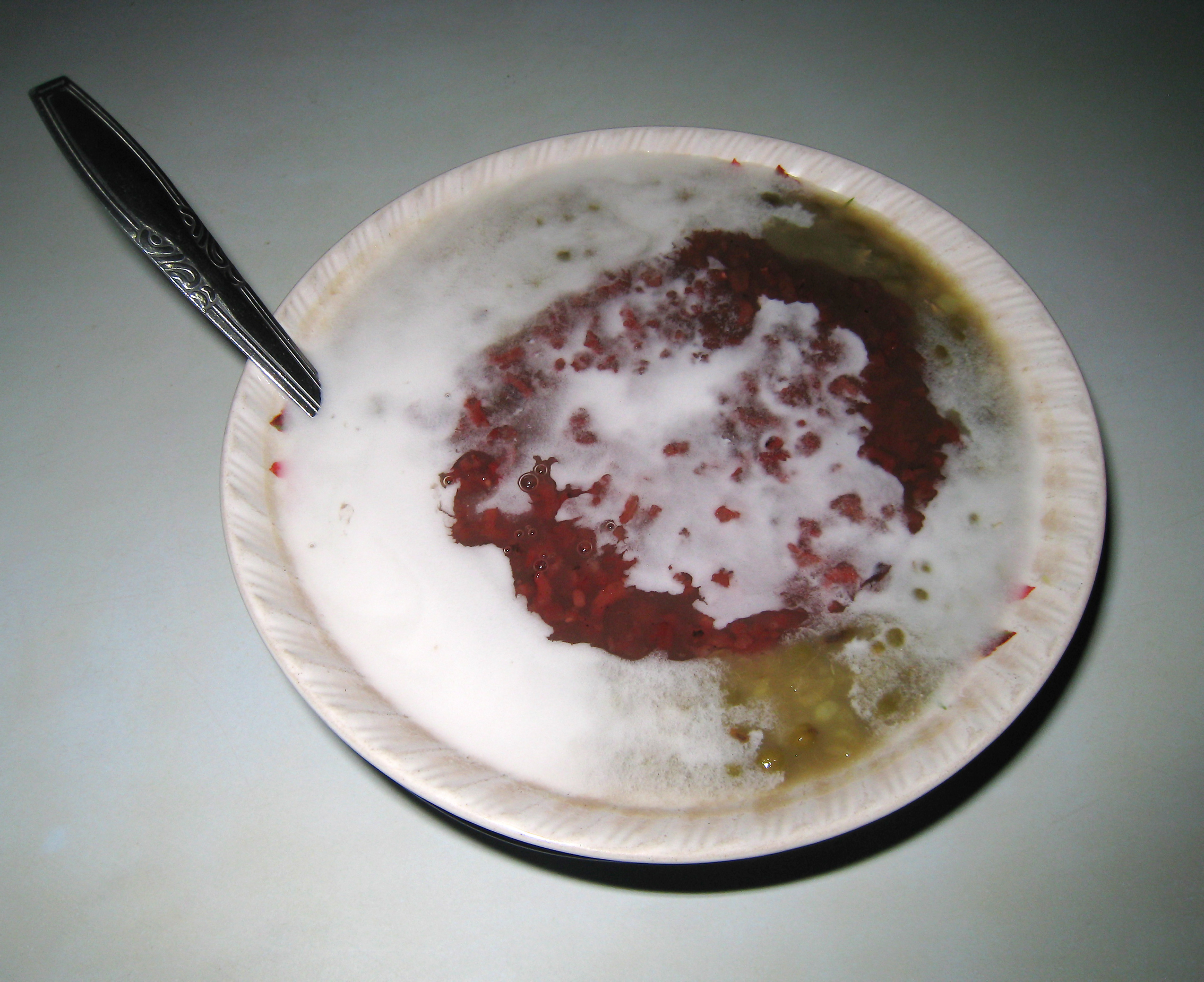
Bubur kacang hijau avec du ketan hitam et du lait de coco.
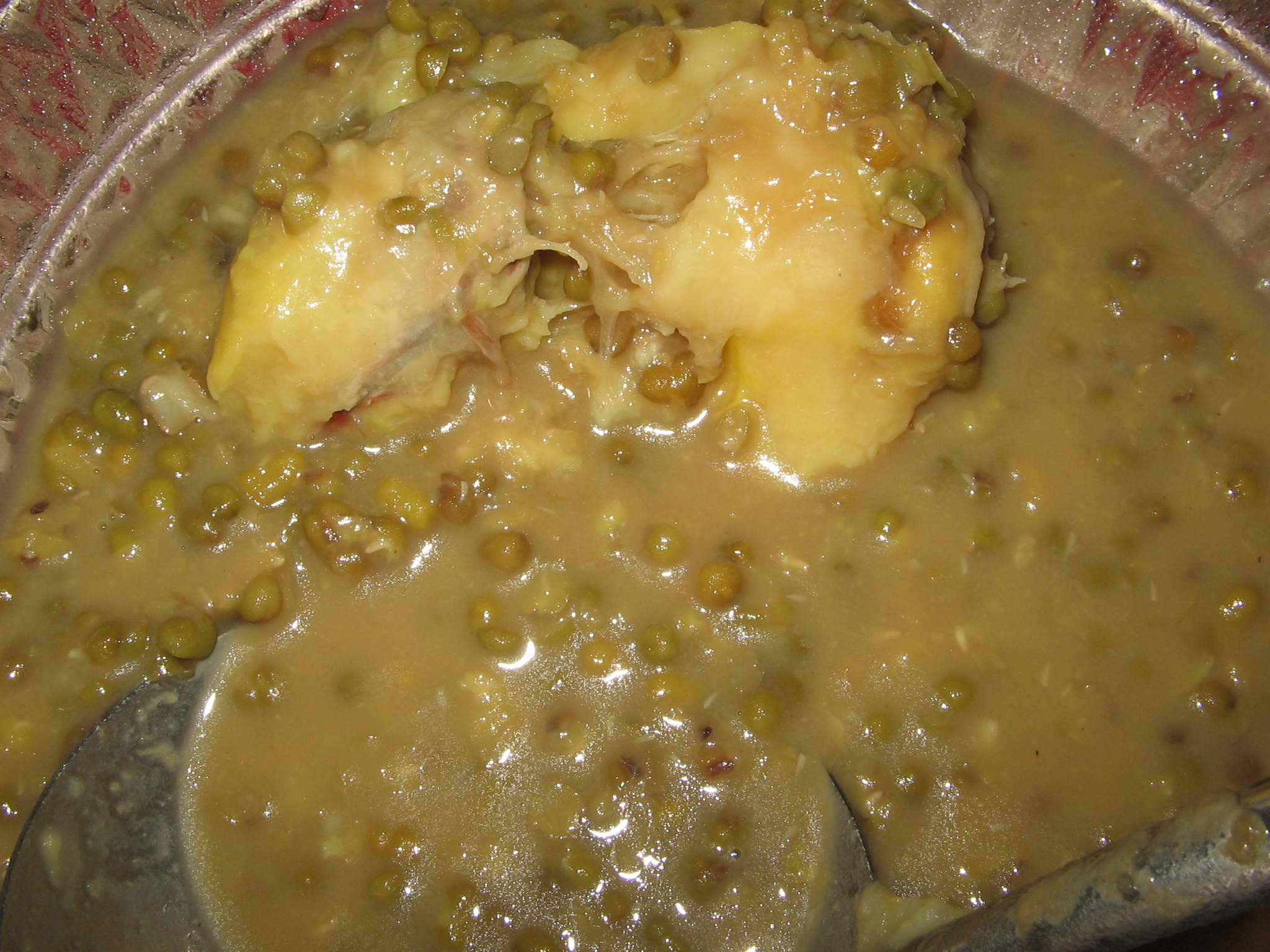
Bubur kacang hijau avec du durian.